# E272号線
E272号線 (E272ごうせん、英: European route E272) は、欧州自動車道路のBクラス幹線道路。全線がリトアニアにあり、クライペダとヴィリニュスを結ぶ。

## 経路
- リトアニア
  - E85号線 – クライペダ
  - E77号線 – シャウレイ
  - E67号線 – パネヴェジース
  - E262号線 – ウクメルゲ

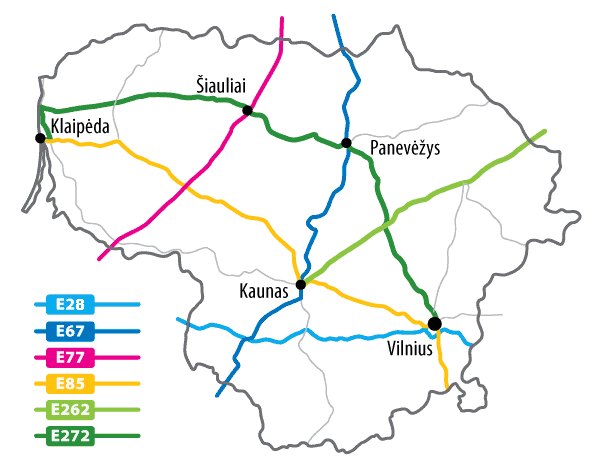
リトアニアにおけるE272号線

  - E85号線,E28号線 – ヴィリニュス